# Eremopoa mardinensis
Eremopoa mardinensis là một loài thực vật có hoa trong họ Hòa thảo. Loài này được R.R.Mill mô tả khoa học đầu tiên năm 1985.